# Mikina

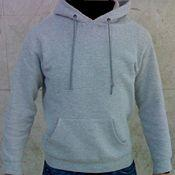
Mikina („klokanka“)

Mikina (anglicky sweatshirt) je součást neformálního („volnočasového“) oděvu zakrývající trup a paže, je oblíbena zvláště u mladé generace. Šířkou nabídky (materiály, střihy, barvy) tvoří de facto souvislou škálu s teplákovou bundou a s tričkem s dlouhými rukávy.
Mikina může být rozepínací nebo oblékaná přes hlavu, může být doplněna i kapucí apod. Pokud má na předním dílu kapsu (v případě rozepínací mikiny dělenou na dvě části), bývá někdy hovorově nazývána klokanka. Vyrábí se z různých materiálů, jako je například bavlna, polyesterová vlákna, atd.

## Pravděpodobný původ slova
Mikiny se v tehdejším Československu objevily, když pronikly ze Západu jako součást tehdejších módních trendů. Velmi často to byl pulovr s výrazným potiskem obrázkem Mickey Mouse. To vedlo k názoru, že tento motiv dal vzniknout novému slangovému výrazu, který se později vžil jako název pro tento druh oděvu.
Skutečným původem názvu Mikina je ale obchodní označení Miki (pravděpodobně od jména Michael), které označovalo takové blůzy či pulovry. Podobně v češtině zdomácnělo označení pro vysavač jako lux z názvu Electrolux. Stejně tak se původ slova neváže ke slovesu „mykat“ od mykané příze, pravidla českého pravopisu uvádějí „mikina“